# Marpesia sublineata
Marpesia sublineata är en fjärilsart som beskrevs av Percy I. Lathy 1901. Marpesia sublineata ingår i släktet Marpesia och familjen praktfjärilar. Inga underarter finns listade i Catalogue of Life.